# خوزه موراگون
خوزه موراگون (انگلیسی: José Moragón؛ زادهٔ ۶ اکتبر ۱۹۸۷) بازیکن فوتبال اهل اسپانیا است.
از باشگاه‌هایی که در آن بازی کرده‌است می‌توان به باشگاه خیمناستیک تاراگونا اشاره کرد.